# Ривальта-Борміда
Ривальта-Борміда (італ. Rivalta Bormida, п'єм. Arvàuta) — муніципалітет в Італії, у регіоні П'ємонт,  провінція Алессандрія.
Ривальта-Борміда розташована на відстані близько 450 км на північний захід від Рима, 80 км на південний схід від Турина, 24 км на південь від Алессандрії.
Населення — 1435 осіб (2014).
Щорічний фестиваль відбувається 4 серпня. 

## Демографія
Населення за роками:

Станом на 1 січня 2023 року в муніципалітеті офіційно проживало 139 іноземців з 23 країн, серед них 27 громадян країн Євросоюзу та 4 громадяни України.

## Сусідні муніципалітети
- Кассіне
- Кастельнуово-Борміда
- Монтальдо-Борміда
- Орсара-Борміда
- Сеццадіо
- Стреві